# 宮地奈々
宮地 奈々（みやち なな、1984年8月16日 - ）は、日本の元AV女優。北海道出身。

## 略歴・人物
2003年にAVデビュー。陵辱系の作品を中心に痴女・レズもこなしたロリ系の人気キカタン（企画単体）女優である。小柄でキュートなルックスから女子校生役が多かった。一旦はスケジュールのハードさからわずか3ヶ月で引退しているが、セルメーカードグマのTOHJIRO監督の推しもあり再度返り咲いている。
2005年には、『中○生レズ3人 同級生のワレメ』（ロータス）で監督デビューも果たした。
同じ事務所のAV女優・日高ゆりあとは大親友で、「ゆりあ&みやちぃ」というユニットを結成。2人の共演作も多く、ブログも宮地の引退までは2人共同で運営していた。かくれた特技はイラストで、日高ゆりあにイラスト指南もした。
2007年1月25日、『みんなのみやちぃ 宮地奈々引退』（レイディックス）をもって完全引退した。

## 作品

### アダルトビデオ
- 拘束美少女 宮地奈々（7月10日、ドグマ）
- あのね… 伍 ［宮地奈々］（7月16日、ガッツ）
- ダブル拘束椅子トランス（8月10日、ドグマ）
- 夏の思い出（8月28日、オーロラプロジェクト）
- レズ奴隷（9月5日、ディープス）
- ニンフ・ラヴァーズ（9月11日、オーロラ・プロジェクト）共演：桃乃かおり
- HIGH SCHOOL FUCK（10月8日、アイデアポケット）
- フェラコレ2003秋（10月8日、隼エージェンシー）
- こだわりの手コキ240スペシャル33人（10月8日、隼エージェンシー）
- 駅前アクメ（10月10日、アロマ企画）
- 女子校生拉致監禁　VOL.6（10月17日、ゴーゴーズ）
- 手コキ少女（10月18日、ガッツ）
- 優等生 いじめられっ子編（10月27日、アルファーインターナショナル）
- 女子校生強制中出し（11月12日、隼エージェンシー）
- 近親相姦8ストーリー -第五章-（11月12日、隼エージェンシー）
- 幼子姦遊　いたぶり（11月28日、麒麟堂）
- 裏girls*1（12月1日、MOODYZ）
- 秘書 〜華麗なる一日〜（12月12日、LEO）
- 女子校生部活日誌 EPISODE4（12月15日、ホットエンターテイメント）
- 泡姫人形 ヴァーチャルロリソープ（12月17日、オーロラプロジェクト）
- AV女優嫌いのインジャン古河がムカついたバカ女優をヤっちゃったビデオ [流出バージョン]（12月18日、忠実堂）
- あのね（12月26日、ビッグモーカル）

- Mトランス 宮地奈々（1月10日、ドグマ）
- 初脱ぎ初オメコ「デビュー前の私のHを見て下さい☆」（2月13日、ワイルドサイド）
- CHEERS!2（3月26日、h.m.p）[4]
- ちゅーぼーいえで体験記 14 中出し中○生 ナナ1？さい（6月18日、プレステージ）
- 喉の奥までチンポをブチ込め!（7月1日、ワンズファクトリー）
- 拘束美少女（7月8日、ドグマ）
- LUSH GIRLS GO CRAZY 宮地奈々&みずなあんり 前編（7月15日、オーロラ・プロジェクト）
- NYMPH & VENUS（7月16日、オーロラ・プロジェクト）
- ロリシリーズ 01 少女愛好家 ななちゃん 1●才（7月16日、ガッツ）
- 美少女体罰玩具（7月22日、ハンドメイドビジョン）
- ブリーディングクラブ 完全中出し受精3連発!! 受精ファイルNO.37（7月30日、プレステージ）
- ゆかた娘（8月1日、ワンズファクトリー）
- おっぱいマニア3（8月10日、AVS）
- シースルー列伝 34 激ロリ制服美少女にずっぽり挿入強制中出し!!（8月13日、ゼップスタイル）
- ロリータ少女奈々　おじさん調教売春（8月14日、ラハイナ東海）
- あしのうらこちょこちょNo.9（8月27日、Smile Lab）
- DEEP・INSIDE・HOLE 4（9月10日、桃太郎映像出版）オムニバス作品
- Mrs. 裸エプロン 2（8月5日、ドリームチケット）
- classic　battle（8月6日、battle）
- 中○生クラブ活動 ［水泳部編］（8月6日、GLAY'z）
- 男勝ち vol.01（8月10日、battle）
- 20人!エロ女相撲選手権!（9月9日、ディープス）
- 発情トリプルま○こ 2（9月10日、ドグマ）
- 美少女の膨らみ 27（9月16日、光夜蝶）
- 豪華20人 エロ女相撲選手権 エッチな（秘）プロフィール2時間（9月23日、ディープス）
- 女子マネージャー 2（10月6日、ドリームチケット）
- 清純ロリータ 美少女H なな 2（10月8日、オブテイン・フューチャー）
- あぶない放課後 犯された9人の女子校生（10月14日、隼エージェンシー）
- 女子校生痴女学園（10月15日、タカラ映像）共演：ゆりあ
- 顔騎少女 宮地奈々（0月25日、実録出版）
- 恥辱の肉玩具 6（10月27日、School Maniac）
- ワイセツ図画販売目的　悪戯篇（10月28日（レンタル）/2006年2月24日（セル）、マックス・エー）
- 一般女性大観衆が見つめる中で初めての公開生マ○コ（11月4日、SODクリエイト）
- ガイダイズム4（11月15日、プールクラブ・エンタテインメント）
- 女子高生に中出し（11月19日、タカラ映像）
- 女子校生 うぶ★レズ（11月19日、笠倉出版社
- おしめの純情物語（11月25日、三和出版）
- ニンフ・ラヴァーズ[第3章] 鈴木あすか&宮地奈々（11月27日、SWEET MIRAGE/オアシスアート）共演：鈴木あすか
- 13さい 4（12月1日、キャンドゥ）[5]
- つぼみ ラブ・チャイルド 20（12月1日、キャンドゥ）[5]
- 近親家族（12月2日、麒麟堂）
- 集団女子高ジャック（12月8日、ドグマ）[5]
- 女子校生集団痴漢バス（12月10日、TMA）[5]
- 幼恥中出し~ロリータ狂想曲?（12月10日、タカラ映像）
- ●恥中出し ロ●ータ狂想曲（12月10日、タカラ映像）[5]
- 完全攻略 宮地奈々（12月12日、メディア総販ソレイル）[5]
- SM探偵団（12月16日、ガッツ）[5]
- 近親家族（12月20日、ビーワン）

- プチロリ（1月6日、ナチュラルハイ）
- そしゃく（1月6日、ディープス）[5]
- 濃厚接吻女学園（1月6日、アウダースジャパン）
- パイパン娘。パイパン大運動会（1月8日、カルマ）
- あぶない放課後2 犯された9人の女子校生（1月15日、隼エージェンシー）
- 好色一代日記 宮地奈々（1月17日、舞蹴）
- 中出し新入社員 宮地奈々（1月21日、タカラ映像）
- 放課後 女子校生狩り（1月21日、うまなみ。）
- 妹はあまえんぼう 宮地奈々（1月25日、レイディックス）
- もしもこんな痴女がいたら…。4　（1月28日、うまなみ。）
- クラブ活動（2月4日、タカラ映像）
- スポーツレイプ 女子ソフトボール部（2月4日、ヒビノ）
- 元祖!女子校生痴女集団にオモチャにされてみませんか?（2月10日、ドグマ）
- オジコンギャルのおやじ逆ナンパ（2月25日、ホットエンターテイメント）
- 蛇縛の拷問折檻4 -激辱の傷跡-（3月8日、アタッカーズ）
- ロリぱい（3月8日、カルマ）
- 失禁恥女7（3月13日、プールクラブ）
- 萌えコス。ネコ耳（4月8日、タカラ映像）
- 少女達の前奏曲 -プレリュード-　（4月20日、映天）
- 少女達の協奏曲 -ソナタ-　（4月20日、映天）
- ゴシックロ●ータ利己主義調教 1（4月22日、U&K）
- 集団痴女学園 完全版（4月22日、ケイ・エム・プロデュース）
- 妹 〜禁断の中出し〜（4月22日、タカラ映像）オムニバス作品
- 妹はあまえんぼう 特別編 ゆりあ&みやちぃ（4月23日、レイディックス）
- 顔面拘束、ザーメン陵辱。（5月15日、ワープエンタテインメント）
- 集団病棟ジャック（5月15日、ドグマ）
- オナニーナビゲーション コスプレ編（5月16日、ガッツ）共演：日高ゆりあ
- 制服[真]中出し（5月20日、D3）
- 妹にイジメられて…　顔騎放尿（5月24日、フリーダム）
- 妹にイジメられて…　脚責め（5月24日、フリーダム）
- チャレンジ全身名器 vol.2（5月27日、U&K）
- 変態姉妹 ハメて味比べ、ロリ顔姉妹姦（6月3日、タカラ映像）
- 少女達の狂詩曲 -ラプソディー-（6月15日、映天）
- 真 メイドバトル 3（6月17日、メディアアーツ）
- 人気アニキャラ集団痴女に家に無理矢理住まれた上に設定付きで毎晩犯されてみませんか?（6月24日、アリスJAPAN）
- 名古屋の中心で、「ア〜イ〜!」をさけぶ（6月24日、アリスJAPAN）
- 癒らし。VOL.5（7月1日、アウダースジャパン）
- 女子校生レイプ リアルレイプ（7月10日、紅蜘蛛）
- 撮影現場からGET!!9（7月15日、桃太郎映像出版）オムニバス作品
- 女子高生痴女学園 2（7月15日、タカラ映像）
- アナルドール（7月22日、タカラ映像）
- お嬢様は小悪魔系 Vol.4（7月22日、映天）
- DOUBLE CHIJO 2（7月22日、U&K）
- ふたなり少女（7月29日、TMA）
- 中出し新入社員2（8月12日、タカラ映像）
- オナニー中毒少女 宮地奈々（8月19日、ドグマ）
- 女子校生二人を監禁飼育同時調教（8月31日、VIP）
- Miss.Child　Play　宮地奈々に犯されたいMオヤジ（9月2日、グローリークエスト）
- ブルマ中出し（9月2日、タカラ映像）
- マンコぐっちょり濡れナイト2（9月5日、YeLLOW）
- 中出しマニア 宮地奈々（9月5日、麒麟堂）
- いいなりメイド 中出し 宮地奈々（9月7日、カルマ）
- ビッグモーカル AV女優嫌いのインジャン古河が撮影中にムカついたバカ女優を個人的にメチャクチャにヤっちゃったビデオ。（9月9日、ビッグモーカル）
- モンブルローズ　紋舞らん（9月22日、ナチュラルハイ）
- Super Peach Pictures（9月22日、桃太郎映像出版）
- 自称ちんちん好きを極限までちんちん地獄に追込む（9月22日、甲斐正明事務所（ブリット））
- 超・強制レイプマニアックス 3（9月23日、デジタルバンク）
- 宮地奈々 いじめ（10月10日、AVS）
- 屈辱SEX生晒し 宮地奈々（10月13日、ウエストメディア）
- 行列のできる老人ホーム 2（10月14日、SEP VIDEO）
- 女子校生 監禁ハーレム（10月19日、ドグマ）
- 爆濡れ Wetギャル 4（10月21日、学園舎）
- M男嬲り殺し W痴女M男玉砕 Part2（11月12日、プレステージ）
- SOD的 人生は波乱万丈だ!ゲーム 3（11月17日、SODクリエイト）
- 女子校生限定!!負けたらHな罰ゲーム飛び込み○×クイズ（11月17日、ディープス）
- いたずら!エロリスト 宮地奈々だけ120分（11月20日、ホットエンターテイメント）
- チンポを見たがる女たち20 特別編 みやすのんき学園スペシャル（12月1日、MOODYZ）
- 変態志願 立花里子（12月4日、タカラ映像）
- ニューレズビアンパラダイス01（12月5日、BlackBaby）
- 白い吐息が砕け散り黒い雫に堕ちる淫ら人形 03（12月10日、魂奇）
- FREEDOM 妹にイジメられて… 顔騎放尿（12月13日、フリーダム）
- FREEDOM 妹にイジメられて… 脚責め（12月13日、フリーダム）
- FREEDOM 妹にイジメられて… 股間責め（12月13日、フリーダム）
- うまなみプレゼンツ12　もしもこんな痴女がいたら…。4時間（12月23日、おかず。（ケイ・エム・プロデュース））うまなみ。作品『もしもこんな痴女がいたら…。4』のセルDVD化作品
- 蛇縛の拷問折檻 4 激辱の傷跡（12月25日、アタッカーズ）
- べろんちょキス 男の欲望 女の味（12月27日、マックス・エー）

- 18禁 痴漢陵辱女学園（1月4日、SODクリエイト）
- ふたなりレズビアン2（1月19日、ドグマ）
- FACE 91（1月20日、アウダースジャパン）
- 裏FACE 催眠 赤 19（1月20日、アウダースジャパン）
- A SOAP 宮地奈々（1月20日、ジェイモデル）
- みやちいのペニパン日記（1月25日、レイディックス）
- 痴女サミット（2月4日、アキノリ）
- Dolls［大切な玩具］宮地奈々（2月10日、ドリームチケット）
- Dolls［相愛］宮地奈々（2月10日、ドリームチケット）
- 熟睡した女の無反応な乳首を舐めアソコをほじくり寝顔ぶっかけ（2月17日、タイガーマイスターズ）
- オナニー中毒少女（2月28日、ドグマ）
- レズサミット（3月4日、アキノリ）
- THE FETISH OF 女子校生黒タイツ スペシャル2（3月24日、HRC）
- マンコぐっちょり濡れナイト2（4月1日、Yellow）
- はたして素人フリーター（20）は制限時間3時間内で宮地奈々（22）に何発ヌかされるのか?（3月11日、BlackBaby）
- 宮地奈々ベスト4時間（4月6日、タカラ映像）
- S級女子校生軍団が素人男を強制連行（笑）（4月6日、甲斐正明事務所（ブリット）
- お～い山田君!パンツ一枚持ってってくれ!! SOD的大喜利バトル（4月11日、SODクリエイト）
- KARMAファン感謝祭 ロリロリバスツアー（4月13日、カルマ）
- SHIRUフレンズ（4月19日、エムズビデオグループ）
- いい女が痴女 2（4月25日、サイド・ビー）
- 女子校生監禁ハーレム（4月28日、ドグマ）
- 屈辱SEX生晒し（4月28日、ウエストメディア）
- 女子高生限定 20人 スケる制服!ヌレた太もも!制服ビチョ濡れ・水泳大会!!（5月4日、ディープス）
- 転校したら男は僕一人ぼっちだった…。 2（5月4日、アキノリ）
- ヌキどころ一気に見せます!パイパン大運動会総集編＋未公開オフショット（5月13日、カルマ）
- 手コキエンジェル 〜手コキされまくった恥ずかしい僕の人生〜（5月18日、SODクリエイト）
- 変態集団オフィス（6月8日、タカラ映像）
- チンポを見たがる女たち20 特別編・みやすのんき学園スペシャル（6月28日、MOODYZ）
- 5.5周年記念作品 NO.1美女軍団 女子校生 中出し50連発（7月14日、アイエナジー）
- 大奥 淫の乱 花びら燃ゆ（7月14日（R-15） / 7月28日（R-18） 、マックス・エー）
- ポルチオエステサロン 5（7月20日、性科学研究所）
- ふたなりレズビアン2 かわいそうなデカまら少女（7月28日、ドグマ）
- ふたなり乱交（8月4日、甲斐正明事務所（ブリット））
- ごっくんハイスクール ～三人娘がコクッと喉を鳴らしてごっくんしました～（8月13日、MOODYZ）
- SOD的性教育番組（8月17日、SODクリエイト）
- 大奥 蕾の乱 明日への契り（8月17日（R-15） / 8月31日（R-18） 、マックス・エー）
- 集団メイドカフェジャック（8月19日、ドグマ）
- 放課後C学生 なな（8月25日、しのだプロジェクト）
- 夢のメイド御殿 2（9月1日、MOODYZ）
- 生撮り少女 なな（9月1日、プレステージ）
- クラブで逆ナンした男をラブホテルへ連れ込め!!（9月7日、甲斐正明事務所（ブリット））
- 痴女GALサークル〜女30人淫行通学バス〜（10月1日、V（ヴィ））
- アダルトビデオ最前線!女性STAFFだけで制作する、女性専用AV現場で「初めてのAV男優」に完全密着（10月5日、SODクリエイト）
- ロリッ娘・宮地奈々の美少女メイド（5）（10月6日、パラダイスTV）
- 宮地奈々の超エッチなおなに〜スペシャル3（10月6日、スティルワークス）
- 宮地奈々〜引退作〜 初めての露出羞恥 〜リモコンバイブに犯されて〜（10月6日、スティルワークス）
- 好色遊戯 Special Edition（10月12日、実録出版）
- KARMA2周年特別企画 どっちがエロいんでSHOW!（10月13日、カルマ）
- うまなみ。プレゼンツ23 女子校生狩り4時間 2（10月20日、おかず。（ケイ・エム・プロデュース））作品『放課後　女子校生狩り』のセルDVD化作品
- 年上大好きファザコン号がイク!in新橋 頑張っているごぶさたお父さんにHな親孝行しちゃいました!（11月1日、V（ヴィ））
- 爆弾リンチ（11月4日、アイエナジー）
- 地上波では絶対見れないアダルトビデオバラエティ Kさま!!（11月13日、カルマ）
- 女同士のルージュの世界 ～狂い乱れて咲く女たち（11月17日、アルファーインターナショナル）
- 痴女GALサークル 〜女30人淫行通学バス〜 3（12月1日、V（ヴィ））
- WORK THIS PUSSY（12月4日、OFFICE K's）
- 拘束中出しM奴隷 中出し20連発（12月7日、アイエナジー）
- コールセンターで働く一般女性をその場で口説き、バレないようにSEXできるか?（12月7日、甲斐正明事務所（ブリット））
- WORK THIS PUSSY SMASH UP DANCER’S NANA MIYACHI（12月9日、ラハイナ東海）
- ゆりあとなな（12月18日、STARDUST CRUSADERS）
- 縄・M女優 コレクション Vol.5（12月19日、ドグマ）
- 月刊 宮地奈々（12月20日、ゲインコーポレーション）
- 裏大奥 崎山の乱 忍び寄る陰謀（12月29日、マックス・エー）

- 痴女GALサークル 〜女30人淫行通学バス〜 4（2007年1月1日、V（ヴィ））
- 夢のメイド御殿 至極のご奉仕乱交（2007年1月1日、MOODYZ）
- 極めるオナニー宮地奈々（2007年1月13日、カルマ）
- 拘束中出しM奴隷 中出し20連発（2007年1月16日、アイエナジー）
- AV女優 宮地奈々（2007年1月19日、ドグマ）
- みんなのみやちぃ 宮地奈々引退（2007年1月25日、レイディックス）共演：日高ゆりあ　※完全引退作
- 宮地奈々BEST（2007年2月13日、カルマ）
- ‘みやちぃ’って呼んでね♪ 宮地奈々メモリアル（2007年2月23日、レイディックス）
- 黒人 中出し20連発 宮地奈々（2007年3月8日、アイエナジー）
- メイド萌え萌えオムニバス Vol.2（2007年3月23日、学園舎）
- 縄・M女優 コレクション Vol.5（2007年3月24日、ドグマ）
- 月刊 宮地奈々 HARD CORE（2007年4月1日、ゲインコーポレーション）
- GOKAN CLUB（2007年4月7日、アタッカーズ）
- 生中出し 少女性教育1●歳 奈々（2007年5月9日、グローリークエスト）
- おしめの純情物語（2007年5月25日、三和出版）主演
- 絞め浮き首筋の鼓動が静かに（2007年7月4日、天奇）
- Dolls[大切な玩具] 相愛（2007年8月12日、ドリームチケット）
- こんなアルバイト店員がいたら…（2007年9月8日、伊太利亜文庫）
- 僕は妹とセックスする（2007年9月20日、ホットエンターテイメント）
- 禁断三世代（2007年11月22日、ネクスト）
- ヒップ・ポップ・ラヴァーズ 宮地奈々ちゃんの場合（2007年12月25日、無敵会）
- トーキョー★ポルノ★デイズ act.1（2007年12月25日、無敵会）
- 世間によくあるレイプの話し 酒を呑ませ酔った女を…/教師が女生徒を呼び出して…（2008年1月13日、FAプロ）
- いたずら！エロリスト 宮地奈々だけ120分（2008年1月26日、ホットエンターテイメント）
- ポルチオエステサロン 5（2008年3月28日、Baby Entertainment）
- DIGITAL REMOSAIC ふたなり少女（2008年12月19日、TMA）
- 銀行員 餌食として差し出された女（2009年8月2日、ネクスト）
- 狙われた女子寮 エロ管理人の密やかな午後（2010年1月31日、コンマビジョン）
- 淫乱女教師 私は性職者（2010年3月31日、コンマビジョン）
- 僕の彼女はクラスで一番人気モノ（2010年5月23日、ヴィクトリア）
- 総集 宮地奈々 380分（2010年6月16日、ヴィクトリア）
- Miss.Child Play 宮地奈々に犯されたいMオヤジ（2011年7月20日、グローリークエスト）
- ロ●ータ飼育狂時代 なな（2011年9月26日、グローリークエスト）
- A SOAP（2011年10月12日、ネクスト）
- 制服酒肉祭 ピンクの唇（2011年10月31日、コンマビジョン）
- AV女優日本代表 ロリータ☆JAPAN（2012年1月7日、オールアダルトジャパン）
- 銀行員の悲劇（2012年3月5日、ネクスト）[5]
- AV30年史 4 最高にエロい超大作AV（2012年4月9日、オールアダルトジャパン）[5]
- Wキャストの殿堂 【人気女優が奇跡の共演】（2012年5月12日、オールアダルトジャパン）

他23組出演
- AV女優100人 3 超人気女優から、幻の女優まで（2012年6月13日、オールアダルトジャパン）他99名出演[5]

発売日不明
- トーキョー★ポルノ★デイズ act.1 （無敵屋）
- ヒップ・ポップ・ラヴァーズ 宮地奈々ちゃんの場合 （無敵屋）
- 恥ずかしいコト。 （アウダースジャパン）
- インストア・インフォメーションDVD～2005　RADIX　ザ・ベスト! （RADIX）
- ロリッ娘折檻
- パンスト顔マニア!! （FETI KING）他素人娘
- タイツクラブ2 （HPSART）
- 宮地奈々ちゃんのソックスクラブH　1 （HPSART）
- ゼンシンタイツNEO 1 （HPSART）
- 少女最終章5 （不明）
- バイブの虜G （プール クラブ・エンタテインメント）
- 夢想86（ホーニークラブ）
- メーカー美人広報対抗 SOD的スー○ジョッキー （SODクリエイト）
- （ビデオ）バーチャル痴女おしゃぶり （ニューネクスト）

### 監督作品
- 中○生レズ3人 同級生のワレメ（2005年12月21日、ロータス）共演:日高ゆりあ、早乙女みなき
- レズ中○生3P中出し 奈々&アリス（2006年12月20日、ロータス）共演:アリス

### ネット配信
- ザ・レッスン（XCITY、2003年5月12日）…宮地奈々名義。
- 完全服従！ 美少女メイド～僕だけの召し使い!（パラダイステレビ、2006年6月15日）…宮地奈々名義。
- S-Cute 4th No.28 NANA（22歳）（S-CUTE、2006年7月21日）
- S-Cute 4th No.35 NANA （22歳）（S-CUTE、2006年8月25日）
- S-Cute Short No.114 NANA （22歳）（S-CUTE、2006年10月11日）
- S-Cute Short No.127 NANA （22歳）（S-CUTE、2007年1月10日）
- 脱衣マージャン!女子アナ対AV女優大会（パラダイステレビ、2007年2月16日）…他出演：小日向葵、神田ねおん
- 淫次元　かべち○ぽフェラ、淫次元　チェストのご主人様の手コキ、淫次元　ウエイトレスオナニー （フェチ外来）…宮地奈々（22）名義。
- 姉妹でDON（VIDEOGRAPH）…宮地奈々（22）名義。他出演：麻生莉奈（23）。監督：松江哲明
- みやちぃのほぼプライベート熱海旅行（PERFECT-G）
- 白粉の虜（オーロラプロジェクト、2005年10月5日）…ネットオリジナル商品。
- リアル本気（マジ）！！DX　…EZweb公式サイト。宮地奈々名義。T147B85W58H80、生年月日1982年6月10日。
- 第三回「初めての快感～縄に目覚めて～」（マニアックラブ（サンセットカラーのサイト内））…SM伝道師もも小春（♀）によるインタビュー。
- 青春筋トレマネージャー水泳部編（生中屋　生中出し専門オリジナルサイト（旧フェラ抜き姫））…宮地奈々名義。T157B83（C）W57H83。
- スポーツウェア（テニスウェア・アンスコ…画像179枚）（MILK-TV）…わかな名義。現在はBNSで閲覧可能。
- セーター服・学生服（紺色夏セーラー・いちごパンティ…画像280枚、水色ちぇっく夏セーラー・水色パンティ…画像341枚）（MILK-TV）…わかな名義。現在はBNSで閲覧可能。
- AV女優1年生（鈴本若葉名義）、一流ホテル客室係（宮路奈々子名義）（XCITY完全撮り下ろし　THEカラミ!）
- ぷちこ（デ・ジ・キャラット、2003年4月26日）、バレッタ（ヴァンパイアセイヴァー、2003年5月23日）、あかり（ヒカリの碁、2003年6月20日
- 宮地奈々のSM小説（調教露出絵図 SM昔話）…SM小説。
- Hadaka.tv（つくばテレビ）…Hadaka.tvで見られる。

## 書籍

### 雑誌
2003年
- 裏アリス volume.6 （三和出版）
- コン色グミ（2003年7月 VOL.20,平和出版）　若菜(T147B80（C）W56H85） pp22-25、奈々(T155B82（C）W58H85） pp46-50
- コン色グミ（2003年9月 VOL.21,平和出版）　奈々（－,T155B83W60H82）　pp46,47

2004年
- マニア倶楽部　（2004年6月 三和出版）　宮地奈々　表紙、pp1-10
- S&Mスナイパー（2004年9月 三和出版）　宮地奈々(文学少女,S58年8.16,北海道,T147B80（B）W58H85）　pp14-22,251-254
- やさしくしてね!!（2004年9月 Vol.11,MAX） 宮地奈々（19,S59.4.15,東京,B,T147B80W58H85）  表紙、pp1～29
- アップル通信（2004年10月 Vol.246,三和出版） 宮地奈々（20,T147B78W57H85）　女体解剖実験室　pp99-107
- カルテ通信（2004年 volume.52）　宮地奈々(19,T147B80（B65）W58H85,服飾系専門学校に通う）　pp56-67
- 特出しガチン娘（2004年12月、光彩書房） 宮地奈々（T151B90W60H85）　pp33～45

2005年
- ビデオメイトDX（2005年1月、コアマガジン）　宮地奈々（1984.8.16,北海道,T147B80W58H85）　DVD紹介
- ビビっと!!（2005年2月 Vol.1,MAX）　宮地奈々(19,S59.4.15,東京,B,T147B80（C-cup）W58H85）  pp28～37
- モォ・ガール（2005年2月 MAX）　宮地奈々（18,T147B80W58H85） pp48-64
- ビデオメイトDX　（2005年3月 コアマガジン）　宮地奈々(20,1984.8.16,T147B85（B）W58H80）　pp72-75（インタビュー）、ほか
- プリギャルジュニア（2005年5月 Volume.01,マイウェイ出版）　宮地奈々（18,神奈川,水瓶座,B,T155B85W58H80）  pp44～57
- BREAK gal[ブレイクギャル]　（2005年5月 VOL.054,雄出版）　宮地奈々(20,1984.8.16,T147B80（B-cup）W58H80,A型）  pp22～28
- YES!!　（2005年#09,MAX）  宮地奈々（20,T147B80W58H85）　表紙、pp3～16
- 裏アリス　（2005年5月 VOLUME.16,三和出版）　宮地奈々（1984.1.28,T147B80W58H85）　pp58～61
- Sweet Angel（スウィート・エンジェル）（2005年5月 vol.3,ジャイロ）　宮地奈々（21,T147B80W59H85） pp58-63
- Windows100%SUPER  Vol.14（晋遊舎）DVD,pp50-51
- めっちゃイイ??（2005年7月 ビデオ出版）　宮地奈々（19,T147B85W58H80）　pp73～84
- BREAK gal[ブレイクギャル]（2005年8月 VOL.057,雄出版）　宮路奈々（20,東京,T147B80W58H85,A型）　pp71-73
- モォ・ガール海賊版（2005年8月 Vol.2,MAX）  宮地奈々（T147B80W58H85）　pp23～37
- スーパー写真塾（2005年9月）　なな　pp72,73
- やさしくしてね!!　（2005年10月 Vol.22,MAX）　宮地奈々（21,S59.4.15,B,東京）　表紙、pp1-27
- ときめき！萌えロリ娘　Vol.1（10月5日、マイウェイ出版）pp3-34
- 制服ノスタルジア（2005年11月 Volume.02,MAX）  宮地奈々（19,S594.15,東京,B,T147B80W58H85）  pp90～110
- Namper[ナンパーいもうと!]（2005年11月 サン出版）　宮地奈々(－,T147B85（B-cup）W58H80）  pp88～91
- Shuffle![シャッフル]（2005年12月 MAX）　宮地奈々（21,T147B82W58H85）  pp79～98
- 萌えロリ（2005年 VOLUME.01,マイウェイ出版） 宮地奈々（O型,水瓶座,T147B85W58H80） pp84-94

2006年
- S&Mスナイパー（2006年4月 ワイレア出版） 奈々 シリーズ発病前夜のマゾ少女たち　第四回
- GOKUH　（2006年5月 VOL.178,バウハウス）　宮地奈々(1984.8.16,北海道,B,T147B85（B70）W58H80,  DVD,pp20-25
- Namper妹DVD　（2006年5月 サン出版）　宮地奈々(22,T147B85（B）W58H80デパートガール） pp55-59
- Classmate[クラスメイト]　（2006年 熟れ母6月号増刊,メディアソフト）　宮地奈々（T147B80W58H85） pp20-35
- ビデオボーイ（7月,ジーオーティー）宮地奈々（1984.8.16,T147B85W58H80）DVD,pp108-111
- 男好き丸ぽちゃ美人（8月10日、マイウェイ出版）pp63-72
- DAAH![ダァーッ!]　（2006年9月 vol.9,MAX）　宮地奈々（22,T147B82W58H85,JOB:秘密!!、神奈川 特技:早食い 趣味:漫画 好きなタイプ:貫禄のある人 嫌いなタイプ:小僧 好きな惑星:木星） pp36-45
- TSUNDERA[ツンデラ]（9月30日、MAX）pp68,69
- あいしてあげる（2006年10月号 No.42,大洋図書）　宮地奈々（21,T147B80W58H80）　DVD,pp31-38
- Warp Magazine Japan（10月号、トランスワールドジャパン）宮地奈々（1983.8.16、T147B85W58H80）#22B（ムチャ撮り）
- Namper Jr.（2006年12月 サン出版）　宮地奈々（1984.8.16,北海道,T147B85H58H80）　DVD,pp42-44

2007年
- SM開脚M字縛り（3月15日　東京三世社）宮地奈々（1984.8.16,T147B80（B）W58H85）pp42-49
- チョーマッハ!!IKETERU リアル女子校生スペシャル!!!（2007年4月 VOL.4）　なな（18）　DVD、pp11～17

2008年
- 美少女、縄の記憶―緊縛責めに啼く15人の無垢M女たち（東京三世社）表紙、DVD、pp006-022、pp090.091、インタビューでは、バスには学生料金で乗れる、タバコを買うとき子どもに見られるなどと語っている。
- Gyu～してっ!（11月、メディアソフト）DVD,pp40,41

発売日不明
- うぶっ娘。 （LOCK-ON）  宮地奈々 表紙、pp57～84
- 中出し少女祭り （ハートフル社）　宮地奈々（20）　表紙、DVD、pp3～10
- あいしてあげる（2007秋特別号、大洋図書）  宮地奈々（19）　DVD,pp50～55
- RUSH TIME!（大洋図書）宮地奈々（1982.9.4（22）,北海道,T147B85W58H80,A型）pp3-9